# Stanisław Gabriel Zborowski
Stanisław Gabriel Zborowski herbu Jastrzębiec (zm. w 1639 roku) – starosta horodelski w latach 1619–1639.
Poseł na sejm zwyczajny 1635 roku, sejm nadzwyczajny 1635 roku, sejm 1638 roku.
Był elektorem Władysława IV Wazy z województwa bełskiego w 1632 roku.